# DTIME
En théorie de la complexité, DTIME (ou TIME) désigne une famille de classes de complexité caractérisée par leur complexité en temps sur une machine de Turing déterministe.
Plus précisément, {\displaystyle {\mathsf {DTIME}}(f(n))} est la classe des problèmes de décision qui, pour une entrée de taille {\displaystyle n}, peuvent être résolus en temps {\displaystyle {\mathcal {O}}(f(n))} par une machine de Turing déterministe.

## Définitions
La classe P des problèmes de décision décidables par une machine de Turing déterministe en temps polynomial par rapport à la taille de l'entrée peut être définie comme :
{\displaystyle {\mathsf {P}}=\bigcup \limits _{k\in \mathbb {N} }{\mathsf {DTIME}}(n^{k})}
De même, la classe EXPTIME des problèmes de décision décidable en temps exponentiel est définie comme :
{\displaystyle {\mathsf {EXPTIME}}=\bigcup \limits _{k\in \mathbb {N} }{\mathsf {DTIME}}\left(2^{n^{k}}\right)}

## Hiérarchie en temps
Informellement, le théorème de hiérarchie en temps déterministe indique que disposer de plus de temps permet de décider davantage de problèmes. Plus précisément, pour toutes fonctions {\displaystyle f} et {\displaystyle g} telles que {\displaystyle f\log f=o(g)} et {\displaystyle g} est constructible en temps, l'inclusion stricte suivante est vérifiée :
{\displaystyle {\mathsf {DTIME}}(f(n))\subsetneq {\mathsf {DTIME}}(g(n))}

## Liens avec d'autres classes
Les classes DTIME sont reliées aux classes de complexité en espace DSPACE et NSPACE par les inclusions suivantes, pour toute fonction {\displaystyle f} constructible en espace :
{\displaystyle {\mathsf {DTIME}}(f(n))\subseteq {\mathsf {NTIME}}(f(n))\subseteq {\mathsf {DSPACE}}(f(n))\subseteq {\mathsf {NSPACE}}(f(n))\subseteq {\mathsf {DTIME}}\left(2^{{\mathcal {O}}(f(n))}\right)}